# Auguste Fortineau
Pour les articles homonymes, voir Fortineau.
Auguste Fortineau est un prélat catholique français né le 27 janvier 1873 à Machecoul et mort le 9 février 1948 à Machecoul.

## Biographie
Auguste Julien Pierre Fortineau suit sa scolarité au collège de Machecoul, alors dirigé par les Frères de Saint-Gabriel, puis à Notre-Dame des Couëts, avant d'entrer au grand séminaire de Nantes. Il est ordonné prêtre pour la Congrégation du Saint-Esprit le 5 mars 1888.
Préfet apostolique, Auguste Julien Pierre Fortineau est vicaire apostolique d'Antsiranana, évêque titulaire de Chytri (de).

## Sources
- Dictionnaire de biographie mauricienne, Société de l'histoire de l'île Maurice, 1941
- Joseph Michel, Missionnaires bretons d'outre-mer: XIXe et XXe siècles, 2015